# Other crimes and misdemeanours III
Other crimes and misdemeanours III is een muziekalbum van Galahad. Het album bevat opnamen die de band maakte voor de BBC en anderen. Het album was deel drie in een serie muzikale opvullingen uitgebracht tijdens stilteperioden van de band. Er werd gekozen uit vier sessies:
- Sessie 1: tracks 1-3; opnamen lente 1993 (Nicholson, Keyworth, Luckman, Garrett en Pepper); opgenomen voor den EP Radio Sessions van Voiceprint
- Sessie 2: tracks 4-6; opnamen 5 maart 1993 in Maida Vale Studio van BBC (Nicholson, Keyworth, Luckman, Ashton, Garrett)
- sessie 3: track 7: opnamen 22 april 1995 (zie sessie 1); opnamen voor Classic Rock live, maar bleven op de plank liggen
- sessie 4: track 8 (1996), 9 (1998), 10 (1994) voor diverse tributealbums (sessie 1)

## Muziek
| Nr. | Titel                                        | Duur  |
| --- | -------------------------------------------- | ----- |
| 1.  | Aries                                        | 10:28 |
| 2.  | The chase                                    | 4:18  |
| 3.  | Learning curve (live and learn – part two)   | 4:26  |
| 4.  | Face to the sun                              | 6:11  |
| 5.  | One for the record                           | 4:53  |
| 6.  | Room 801                                     | 7:19  |
| 7.  | Exorcising demons                            | 9:36  |
| 8.  | The ceiling speaks (cover van Twelfth Night) | 6:09  |
| 9.  | Lady fantasy (cover van Camel)               | 11:40 |
| 10. | The chamber of 32 doors (cover van Genesis)  | 5:21  |